# Euphylidorea columbiana
Euphylidorea columbiana là một loài ruồi trong họ Limoniidae. Chúng phân bố ở miền Tân bắc.